# Nertereanes
Els nertereanes (en llatí nertereanes, en grec antic Νερτερέανες) eren un petit poble germànic. Els menciona Claudi Ptolemeu en un període tardà, i diu que ocupaven una part de l'antic país del cats, a l'est de les muntanyes Abnoba.